# Amager Vest

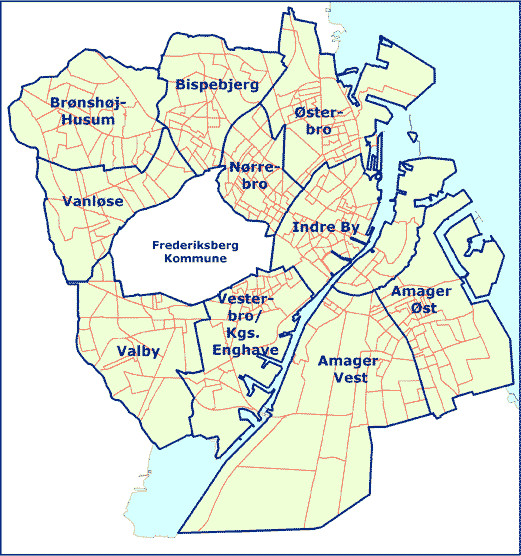
Stadsdelen in de gemeente Kopenhagen 2007-heden:
A: Indre By
B: Østerbro
C: Nørrebro
D: Bispebjerg
E: Brønshøj-Husum
F: Vanløse
G: Valby
H: Vesterbro/Kongens Enghave
I: Amager Vest
J: Amager Øst

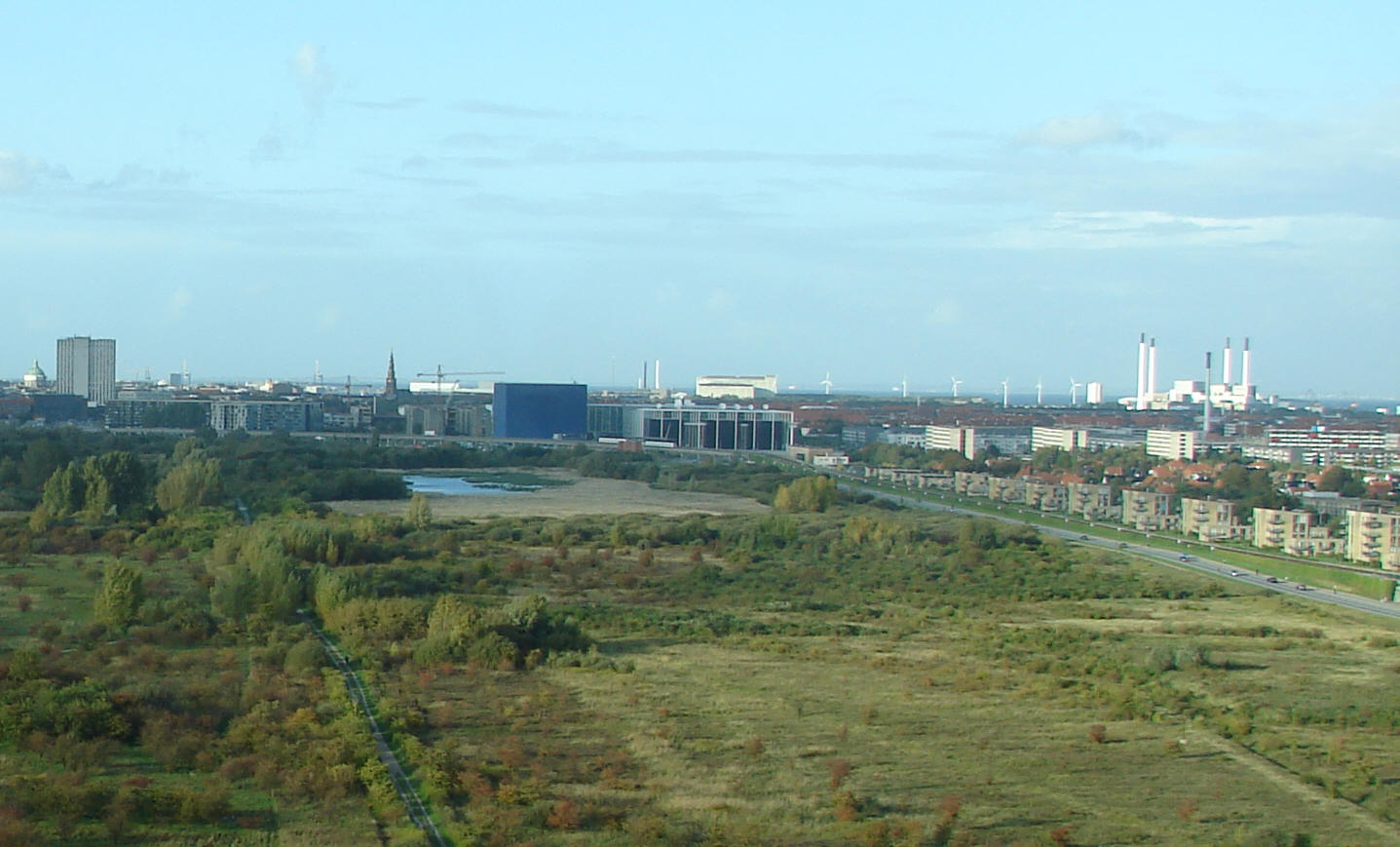
Zicht op Amager Vest (2014)

Amager Vest is een stadsdeel van de Deense gemeente Kopenhagen. Het district heeft een oppervlakte van 19,18 km² en een bevolking van 61.658 inwoners (2013). Het is daarmee het grootste van de tien huidige districten, maar tevens het minst dichtstbevolkte.

## Ligging
Het district ligt in het noordwesten van het eiland Amager.
Het district omvat gebieden zoals Islands Brygge, Ørestad en Eberts Villaby evenals de uitgebreide weilanden van Kalvebod Fælled. 

## Geschiedenis
Het westelijke deel van het eiland Amager is grotendeels ontstaan door de drooglegging van ondiepe delen van de Sont. De uitbreiding van het westelijk deel van Amager begon rond 1930 en werd voltooid rond 1955. De ondiepe delen werden gevuld met onder anderen stenen, zeezand en gips.
Sinds de hervorming van de stad in 2006–2008 is Kopenhagen officieel verdeeld in tien districten of stadsdelen (bydele): Indre By, Østerbro, Nørrebro, Vesterbro/Kongens Enghave, Valby, Vanløse, Brønshøj-Husum, Bispebjerg, Amager Øst en Amager Vest.
Amager Øst · Amager Vest · Bispebjerg · Brønshøj-Husum · Indre By · Nørrebro · Valby · Vanløse · Østerbro · Vesterbro/Kongens Enghave